# Brachyaulax
Brachyaulax is een geslacht van wantsen uit de familie van de Scutelleridae (Pantserwantsen). Het geslacht werd voor het eerst wetenschappelijk beschreven door Carl Stål in 1871.

## Soorten
Het genus bevat de volgende soorten:

- Brachyaulax cyaneovitta (Walker, 1867)
- Brachyaulax miyakonus Matsumura, 1905
- Brachyaulax oblonga (Westwood, 1837)